# Cree (Fluss)
Der Cree ist ein Fluss in den schottischen Council Areas Dumfries and Galloway und South Ayrshire beziehungsweise den historischen Grafschaften Ayrshire, Kirkcudbrightshire und Wigtownshire.

## Verlauf
Der Fluss fließt in 205 m Höhe aus dem in den Galloway Hills gelegenen See Loch Moan ab. Sein Lauf durch die bewaldeten, sumpfigen Hügellandschaften dreht auf den ersten Kilometern sukzessive von Nordwest nach Süd. Er bildet dabei grob die westliche Grenze des Galloway Forest Parks und ist Grenzfluss zwischen Dumfries and Galloway im Osten und South Ayrshire im Westen. Historisch war dies die Grenze zwischen Ayrshire und Kirkcudbrightshire. Mit der Einmündung des Carrick Burn beschreibt der Cree eine scharfe Schleife. Dort endet die Grenze zu South Ayrshire und der Cree fließt bis zur Mündung ausschließlich in Dumfries and Galloway. Historisch trennte er jedoch die Grafschaften Kirkcudbrightshire im Osten und Wigtownshire im Westen, welche heute beide in Dumfries and Galloway aufgegangen sind.
Nachdem der Cree für rund zwei Kilometer nach Nordosten geflossen ist, dreht sein Lauf nach Südsüdost und wird diese Richtung bis zur Mündung beibehalten. Nördlich von Boreland tritt der Fluss am Südrand aus den Galloway Hills in die Ebene der Central Lowlands. Er passiert mit Newton Stewart und den gegenüberliegenden Ortschaften Minnigaff und Creebridge die größten Siedlungen an seinem Lauf durch eine vornehmlich dünnbesiedelte Region Schottlands. Dort überspannt ihn die denkmalgeschützte Cree Bridge. Sich zu einem Ästuar erweiternd, ergießt sich der Cree bei Creetown nach rund 40 Kilometern in den Solway Firth. Er bildet dabei den Kopf der Wigtown Bay, einer Nebenbucht des Meeresarmes, der sich schließlich zur Irischen See öffnet.
Der Verlauf der A714 (Bladnoch–Ayr) folgt im Wesentlichen bis südlich von Newton Stewart dem Cree und quert den Fluss zweimal. Südlich von Newton Stewart quert auch die Fernstraße A75 (Stranraer–Gretna Green).

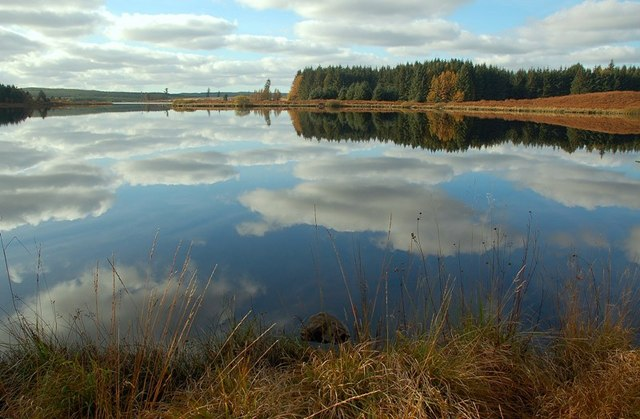
Loch Moan
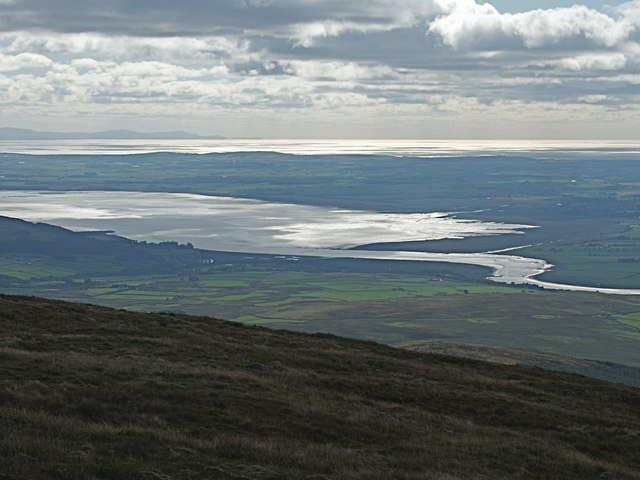
Ästuar des Cree; dahinter die Halbinsel The Machars und der Solway Firth

## Zuflüsse
Entlang seines Laufes nimmt der Cree zahlreiche Bäche auf. Zu den bedeutendsten linken Zuflüssen zählen der Palnure Burn bei Palnure, der Penkiln Burn bei Minnigaff sowie das Water of Minnoch. Von rechts münden der Carrick Burn sowie am Oberlauf der Clauchrie Burn ein.